# Slow Escargots
Slow Escargots is een slakkenkwekerij in Nieuwaal, Bommelerwaard. Deze kwekerij claimt op CO2-neutrale wijze biologische scharrelslakken te produceren.

## Geschiedenis
Lennard ter Hall (ca.1973) heeft diverse banen gehad voordat hij zich op de slakkenkweek richtte. Hij werkte eerder bij de importeur van Mercedes Benz, als vertegenwoordiger van allerhande bouwmateriaal en als eigenaar van een slechtlopende drukkerij. Hij raakte toen geïnspireerd door een documentaire op de BBC wat leek op een Engelse variant van Ik Vertrek, waarin een vastgeroest stel op leeftijd het roer omgooide en een slakkenkwekerij begon in Spanje. Ter Hall schafte zich toen een Italiaans boek over de slakkenkweek aan om zich in de materie te verdiepen. Met het geld uit zijn laatste onderneming reisde hij naar landen als België, Duitsland en Frankrijk om bij andere kleinschalige biologische slakkenkwekerijen af te kijken.
In 2012 verkreeg hij zijn vergunning voor de eerste twee kassen en begon hij Slow Escargots in Nieuwaal.
Het verkoop van zijn slakken begon kleinschalig: de slakken werden verkocht op foodtruck-festivals en biologische markten, zoals Pure Markt in Amsterdam. Dat leverde niet veel op dus ging Ter Hall met Slow Escargots op horecabeurzen staan. Zo kreeg hij Hans van Wolden, chef van twee sterrenrestaurant Beluga uit Maastricht om, waarna de zaken zijn gaan groeien. Met name de Amsterdamse Restaurant As en Bistrot du Bac in Rotterdam behoren nu tot de klantenkring.

## Beschrijving
Op slakkenkwekerij Slow Escargots worden zowel de petit gris, de gros gris, de grote ondersoort van de segrijnslak, alsook de wijngaardslak gekweekt. Dit gebeurt in drie tunnelkassen op een terrein van 1800 vierkante meter, met een jaarlijkse oogst van tussen de 150.000 en 500.000 slakken. Naar eigen zeggen van eigenaar Ter Hall zijn het biologisch gekweekte scharrelslakken.
Slow Escargots bootste tot 2015 het seizoen na door regeling van het licht, de luchtvochtigheid en temperatuur, om zodoende een ideaal klimaat voor de slakken te ontwikkelen. Sinds 2016 werd geen kunstmatige licht- of warmtebronnen meer gebruikt en is het systeem dus passief. De kassen zijn voorzien van open te zetten ramen en schaduwdoeken. In de avonduren worden de kassen beneveld. In de winter verblijven de weekdieren in een donkere koeling, een oude horecakoelkast omgebouwd tot klimaatkast.
Aan het begin van elk seizoen wordt de grond losgeklopt en verrijkt met biologische kalk en overgebleven slakkenhuisjes. De dieren worden gevoederd met biologisch slakkenmeel van graan, peulvruchten en maïs. Dit wordt opgediend naast wortels, sla en bloemkool die dagelijks worden verstrekt. Hiervoor worden de groenten in een aparte moestuin gekweekt.

## Producten
Ter Hall claimt op CO2-neutrale wijze biologische scharrelslakken te produceren. De in twaalf maanden volgroeide slakken komen in de volgende vormen op de markt: Levend, of gekookt in groentebouillon met minimale smaaktoevoeging, zodat koks er nog alle kanten mee op kunnen. Deze worden ontschaald en gekoeld in een vacuümzak geleverd.

## Lidmaatschap
- Slow Escargots is partner van Slow Food Nederland.[3]